# 甜水镇 (盘山县)
甜水镇，是中华人民共和国辽宁省盘锦市盘山县下辖的一个乡镇级行政单位。

## 行政区划
甜水镇下辖以下地区：
孙家村、大板村、九间村、新立村、公兴村、甜水村、唐屯村、大台子村、小台子村、小板村和创业村。

## 交通
京哈铁路：盘锦北站